# Waves (album de Ride)
Pour les articles homonymes, voir Waves.
Albums de Ride
Coming Up for Air EP
(2002)
Waves (BBC Radio One Sessions) est une compilation du groupe anglais Ride, publiée en 2003. Elle regroupe l'ensemble des sessions enregistrées pour la BBC durant leur carrière.

## Titres
Tous les titres ont été écrits par Ride, sauf mention contraire.
1. Like A Daydream – 2:53
2. Dreams Burn Down – 6:25
3. Perfect Time – 3:37
4. Sight Of You (reprise des Pale Saints)– 5:44
5. All I Can See – 3:14
6. Decay – 4:18
7. Severance (reprise de Dead Can Dance) – 3:30
8. Time Of Her Time (Ride/Bell) – 3:32
9. Not Fazed (Ride/Bell) – 3:40
10. Mousetrap (Ride/Gardener) – 5:16
11. Birdman – (Andy Bell) 6:39
12. Walk On Water (Andy Bell) – 4:16
13. Since Then – 4:14
14. Crown Of Creation (Andy Bell) – 4:38
15. Let's Get Lost (Andy Bell) – 3:49
16. 1000 Miles (Mark Gardener) – 4:56
17. I Don't Know Where It Comes From (Andy Bell) – 5:49